# Myophonus glaucinus
Myophonus glaucinus е вид птица от семейство Muscicapidae.

## Разпространение
Видът е разпространен в Индонезия.